# Шверці

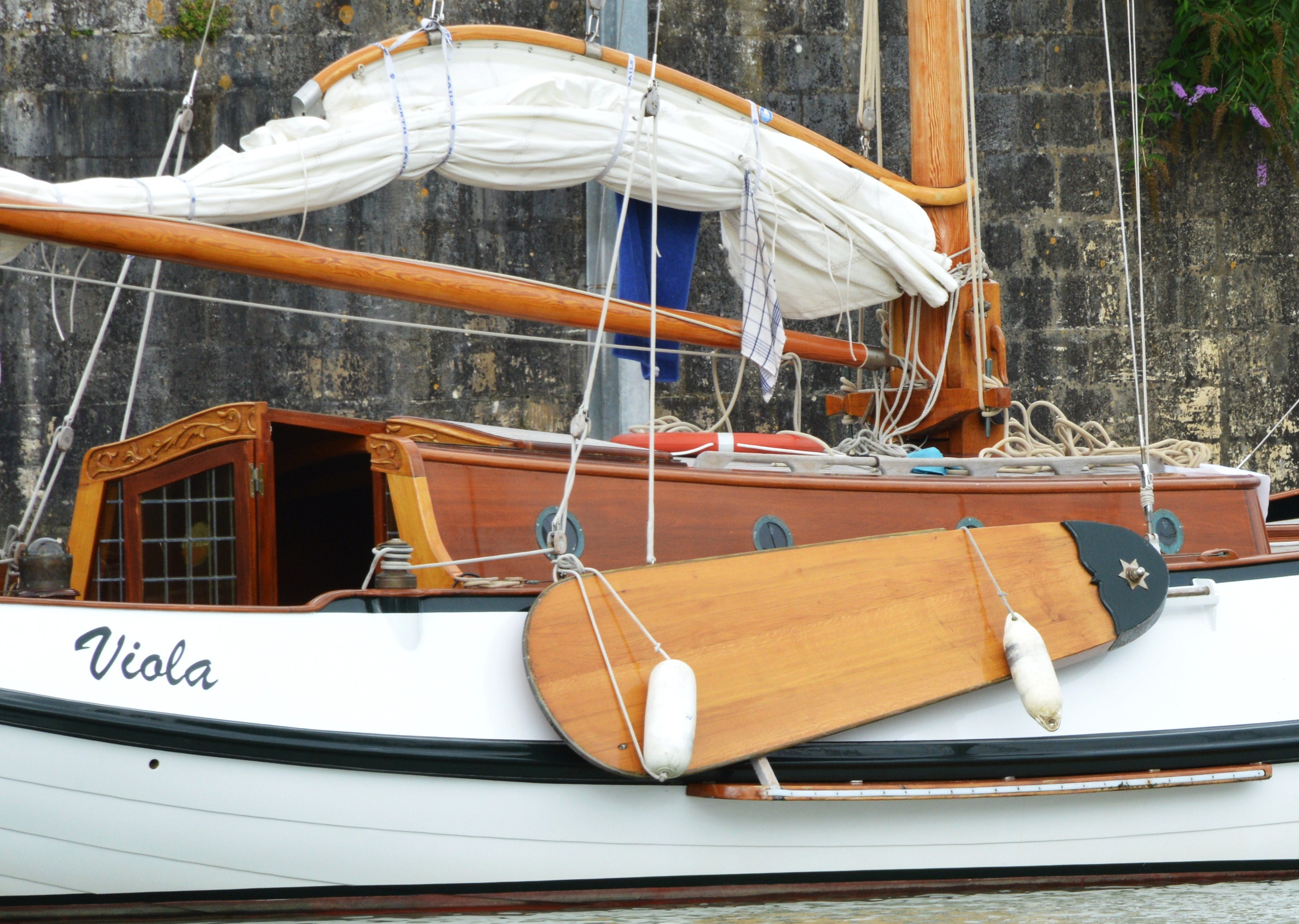
Швертець лемстерака

Шверці (від шверт, на думку М. Фасмера, від нід. zwaard) — висувні бортові кілі на деяких типах суден (зокрема, плоскодонних суден і суден з підвищеною валкістю). Мають вигляд щитів (дощатих крил), рухомо прикріплених по бортах. Шверці працюють подібно висувному кілю-шверту, уможливлюючи судну з мілкою осадкою боротися з дрейфом. Хоча вони розташовуються з обох бортів, діє з них в певний час тільки один — з підвітряного борту.

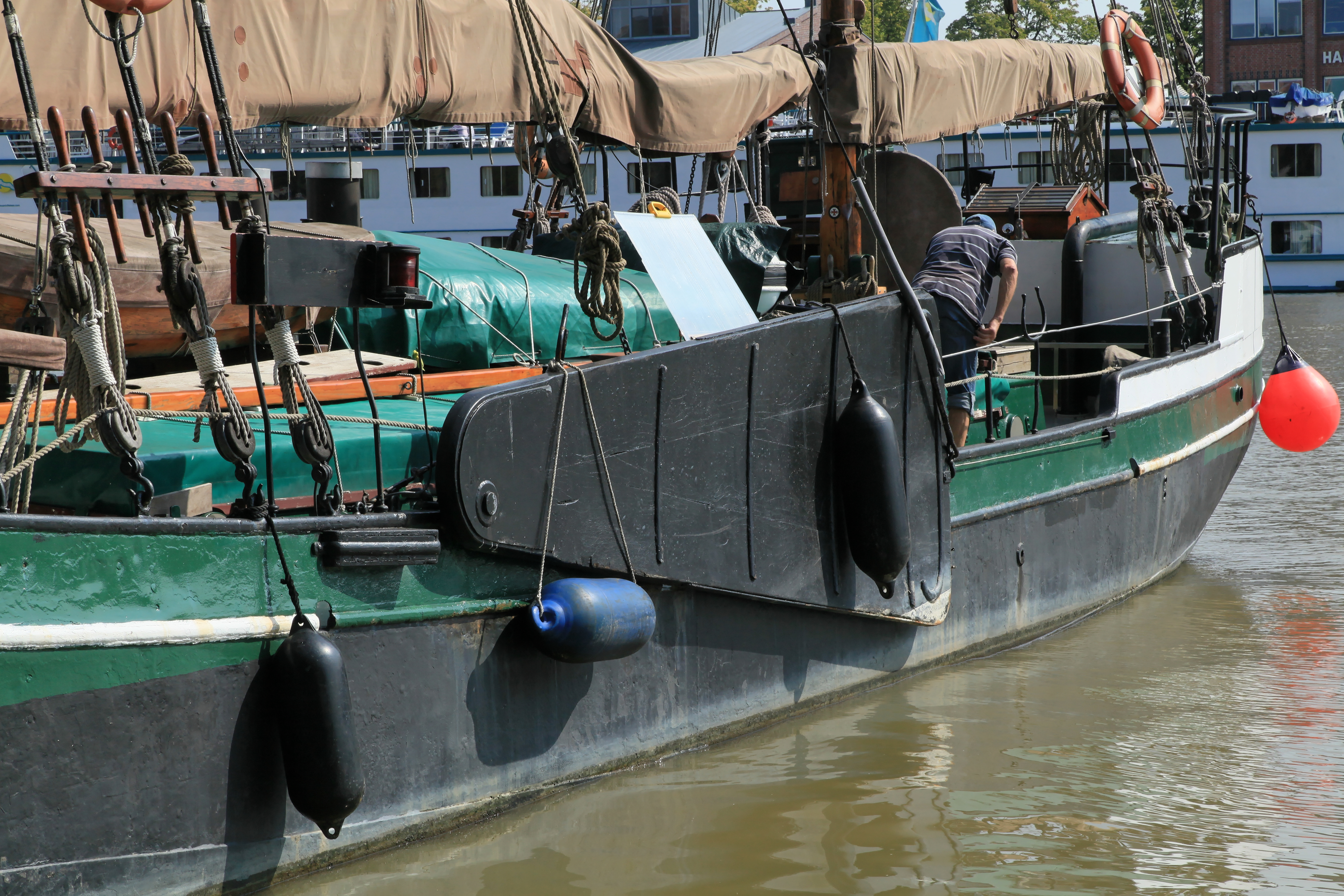
Швертець евера «Фрідріх»

Крім того, існує ще стерновий швертець — опускна приставна частина стерна, що служить для збільшення його площі в потрібних випадках.

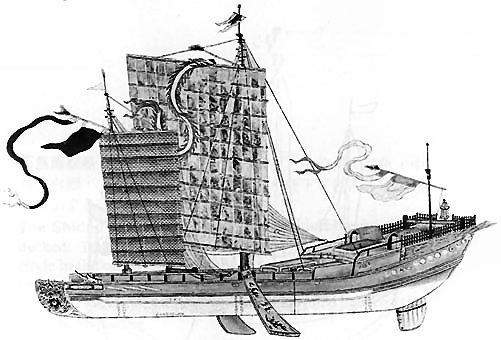
Джонка доби династії Сун зі шверцями. З картини XIII ст.

Найбільшого поширення судна зі шверцями набули в мілководному Північному морі — в Голландії, Франції і на баржах, що експлуатувалися в естуарії Темзи. Зараз їх застосовують при оснащенні вітрилами байдарок, каное та інших дрібних гребних суден.
Шверці відомі в Китаї принаймні з VIII ст. і застосовувалися у військовому флоті — вони забезпечували стабілізацію джонок і поліпшували їхню здатність ходити круто до вітру, про що свідчить в своїй праці Лі Чуань: «вони утримували кораблі, навіть коли вітер і хвилі лютували, ті не зносило бортом, не перекидало». У китайців винахід запозичили португальці і голландці, впровадивши їх на своїх кораблях бл. 1570 р. На думку Дональда Лаха, португальці могли перейняти шверці, копіючи китайські зразки суден.
Шверці закріплюють по кінцях поперечної балки, що укладається поверх бортів. Для підйому шверців з води при плаванні на мілководді їхні верхні кінці закріплюються на осях. До кожного зі шверців кріпиться швехтенс (швехтоу) — шкентель з блоком, через який проходить лопар талів. Швехтенси служать для підйому й опускання шверців. Традиційно шверці встановлюють по обох бортах: вони можуть бути піднімні або з'ємні, встановлювані під час плавання. Втім, деякі суднобудівники стверджують, що їм вдалося побудувати судна з одним жорстко закріпленим шверцем, придатні для морських плавань.